# Nemcia spathulata
Nemcia spathulata là một loài thực vật có hoa trong họ Đậu. Loài này được (Benth.) Crisp mô tả khoa học đầu tiên.